# یان نووینسکی
یان نووینسکی (لهستانی: Jan Nowicki؛ زادهٔ ۵ نوامبر ۱۹۳۹ – درگذشته ۷ دسامبر ۲۰۲۲) بازیگر اهل کشور لهستان بود. وی از سال ۱۹۶۷ میلادی در ۹۰ فیلم سینمایی و نمایش تلویزیونی بازی کرد.
از فیلم‌هایی که وی در آن نقش داشته است، می‌توان به عالی‌مقام، عهدهای دوشیزه، پیمان ورشو، آغاز بهار، بچه‌ها و ماهی، گا، گا، درود بر قهرمانان، در روز روشن، خوشنام، با گذشتِ روزها، از پسِ سال‌ها…، چهل‌ساله، ناپلئون، بازدید، زندگی خانوادگی، پوزنان ۵۶، قسمت سوم شب، سرهنگ وُوُدیوفسکی، خاطراتی برای بچه‌هایم، او-بی، او-با: پایان تمدن و مارپیچ اشاره کرد.